# Tim Krul
Pour les articles homonymes, voir Krul (homonymie).
Timothy Krul, dit Tim Krul, né le 3 avril 1988 à La Haye aux Pays-Bas, est un footballeur international néerlandais qui évolue au poste de gardien de but.

## Biographie

### En club
Né à La Haye aux Pays-Bas, Tim Krul est formé par le club de sa ville natale, l'ADO La Haye, mais il ne joue aucun match avec l'équipe première et rejoint l'Angleterre et le club de Newcastle United en 2005, où il poursuit sa formation. C'est avec ce club qu'il commence sa carrière professionnelle, jouant son premier match le 2 novembre 2006, lors d'une rencontre de Coupe UEFA contre l'US Palerme. Titulaire ce jour-là, il garde sa cage inviolée et son équipe s'impose (0-1).
Barré par la concurrence de Shay Given, emblématique gardien des magpies, Krul est prêté au Falkirk FC, puis à Carlisle United. De retour à Newcastle, il s'impose comme un titulaire après le départ de Given, gagnant sa place lors de la saison 2010-2011. Pendant cinq saisons il est le gardien titulaire de Newcastle.
Le 31 août 2017, Krul est prêté à Brighton & Hove. Le 20 septembre suivant, le club promu en Premier League annonce que ce prêt se transforme en contrat d'une saison. Il quitte Brighton à l'issue de son contrat, le 30 juin 2018, après avoir pris part à cinq rencontres de coupes nationales.
Le 24 juillet 2018, Tim Krul s'engage pour deux saisons avec Norwich City. Il joue son premier match pour Norwich le 4 août 2018, lors d'un match de championnat face à Birmingham City (2-2).
Le 26 décembre 2020, Tim Krul prolonge son contrat avec Norwich. Il signe un nouveau bail le liant au club jusqu'en juin 2024.
Le 17 août 2023, Tim Krul s'engage en faveur de Luton Town, qui vient tout juste d'être promu en première division.

### En sélection
Le 4 juin 2011, Tim Krul honore sa première sélection avec l'équipe nationale des Pays-Bas en étant titularisé lors d'un match amical face au Brésil. Les deux équipes se séparent sur un match nul et Krul garde ses cages inviolées ce jour-là (0-0).
Il s'illustre de manière décisive en quart de finale de la Coupe du monde 2014 contre le Costa Rica : il entre à la 121e minute pour remplacer Jasper Cillessen lors de la séance de tirs au but. Il arrête deux tirs costariciens et permet aux Pays-Bas d'accéder aux demi-finales.

## Palmarès

### En club
- Newcastle United
  - Champion d'Angleterre de D2 en 2010.

- Norwich City
  - Champion d'Angleterre de D2 en 2019 et 2021.

### En sélection
- Pays-Bas espoirs
  - Vainqueur du Championnat d'Europe espoirs en 2007.
  - Médaille de bronze à la coupe du monde 2014

### Distinction personnelle
- Membre de l'équipe-type de EFL Championship en 2021.